# Hongkongs teckenspråk
Hongkongs teckenspråk (kinesiska: 香港手語; Jyutping: hoeng1 gong2 sau2 jyu5, engelska: Hong Kong Sign Language) är ett teckenspråk som används mestadels av de dövas gemenskap i Hongkong, Kina.
År 2018 uppskattades att det finns 155 000 människor i Hongkong med någon grad av hörselnedsättning varav bara 5 % kunde teckenspråket. Språket anses vara hotat. Det är möjligt att studera Hongkongs teckenspråket bl.a. vid Chinese University of Hong Kong.